# Кеффенак
Кеффенак (фр. Keffenach) — коммуна на северо-востоке Франции в регионе Гранд-Эст (бывший Эльзас — Шампань — Арденны — Лотарингия), департамент Нижний Рейн, округ Агно-Висамбур, кантон Висамбур. До марта 2015 года коммуна административно входила в состав упразднённого кантона Сульц-су-Форе (округ Висамбур).

## Географическое положение

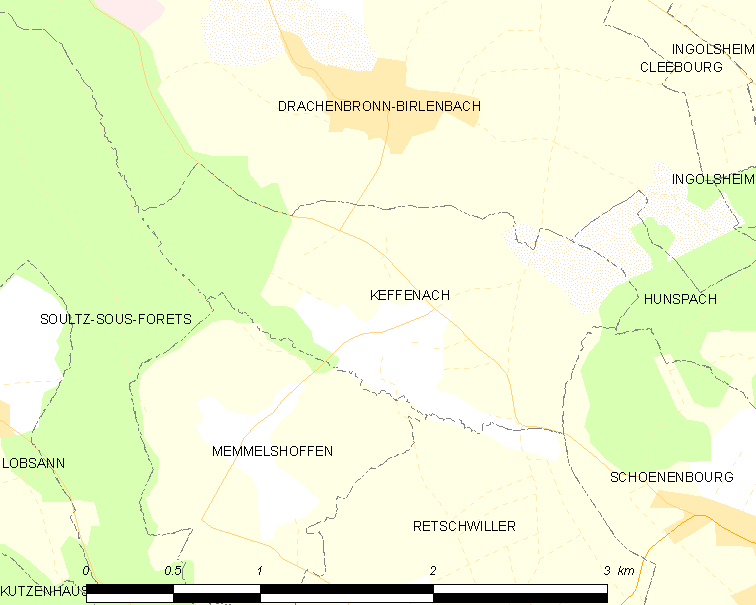
На карте

Коммуна расположена на расстоянии около 410 км на восток от Парижа и в 45 км севернее Страсбура.
Площадь коммуны — 2,39 км², население — 219 человек (2006) с тенденцией к стабилизации: 197 человек (2013), плотность населения — 82,4 чел/км².

## Население
Население коммуны в 2011 году составляло 208 человек, в 2012 году — 203 человека, а в 2013-м — 197 человек.
| 1962 | 1968 | 1975 | 1982 | 1990 | 1999 | 2006 | 2008 | 2011 | 2012 | 2013 |
| ---- | ---- | ---- | ---- | ---- | ---- | ---- | ---- | ---- | ---- | ---- |
| 186  | 188  | 179  | 190  | 173  | 206  | 219  | 212  | 208  | 203  | 197  |

Динамика населения:

## Экономика
В 2010 году из 149 человек трудоспособного возраста (от 15 до 64 лет) 119 были экономически активными, 30 — неактивными (показатель активности 79,9 %, в 1999 году — 70,9 %). Из 119 активных трудоспособных жителей работали 115 человек (66 мужчин и 49 женщин), 4 числились безработными (трое мужчин и одна женщина). Среди 30 трудоспособных неактивных граждан 8 были учениками либо студентами, 10 — пенсионерами, а ещё 12 — были неактивны в силу других причин.

## Достопримечательности (фотогалерея)

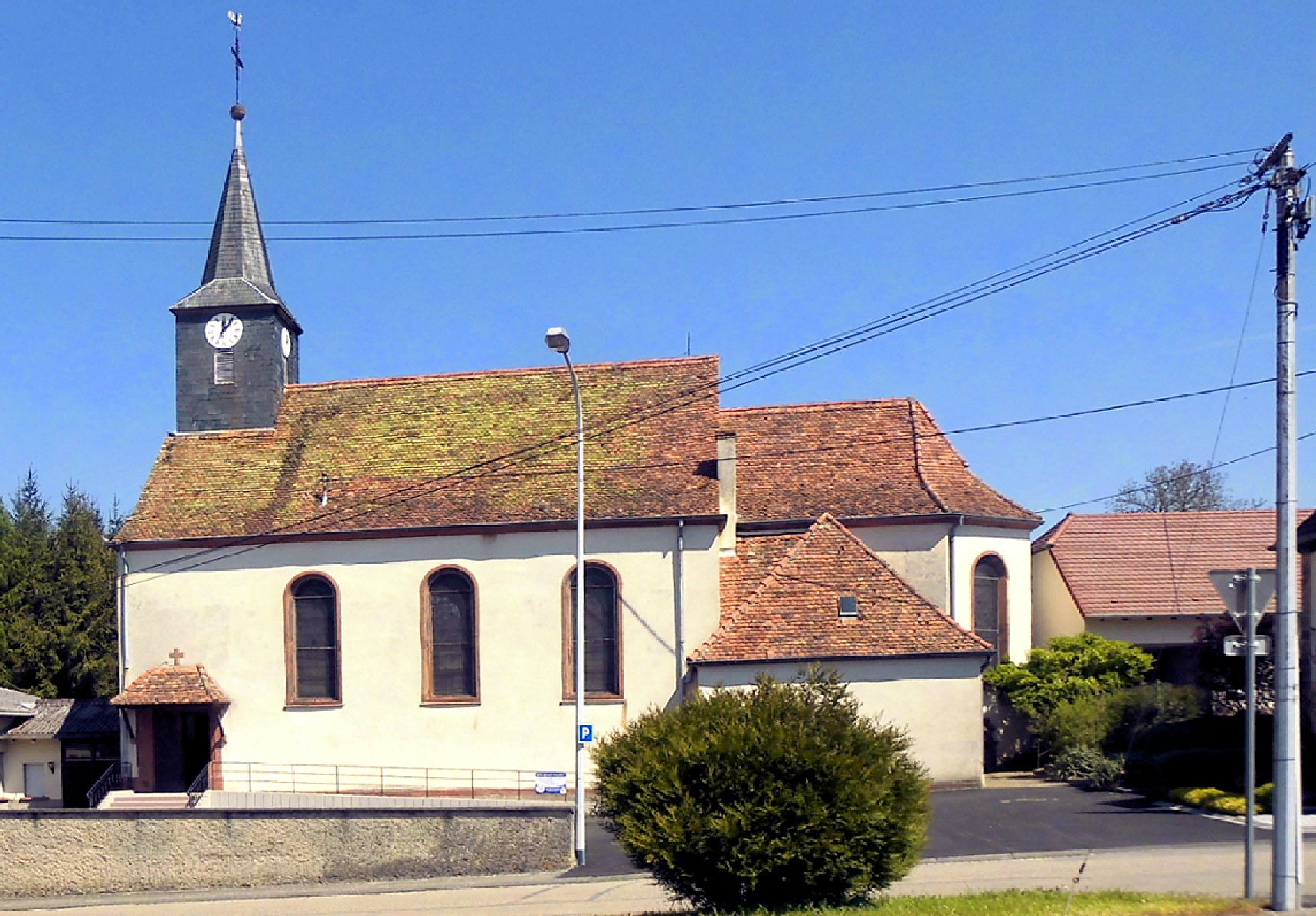
Церковь святого Георгия
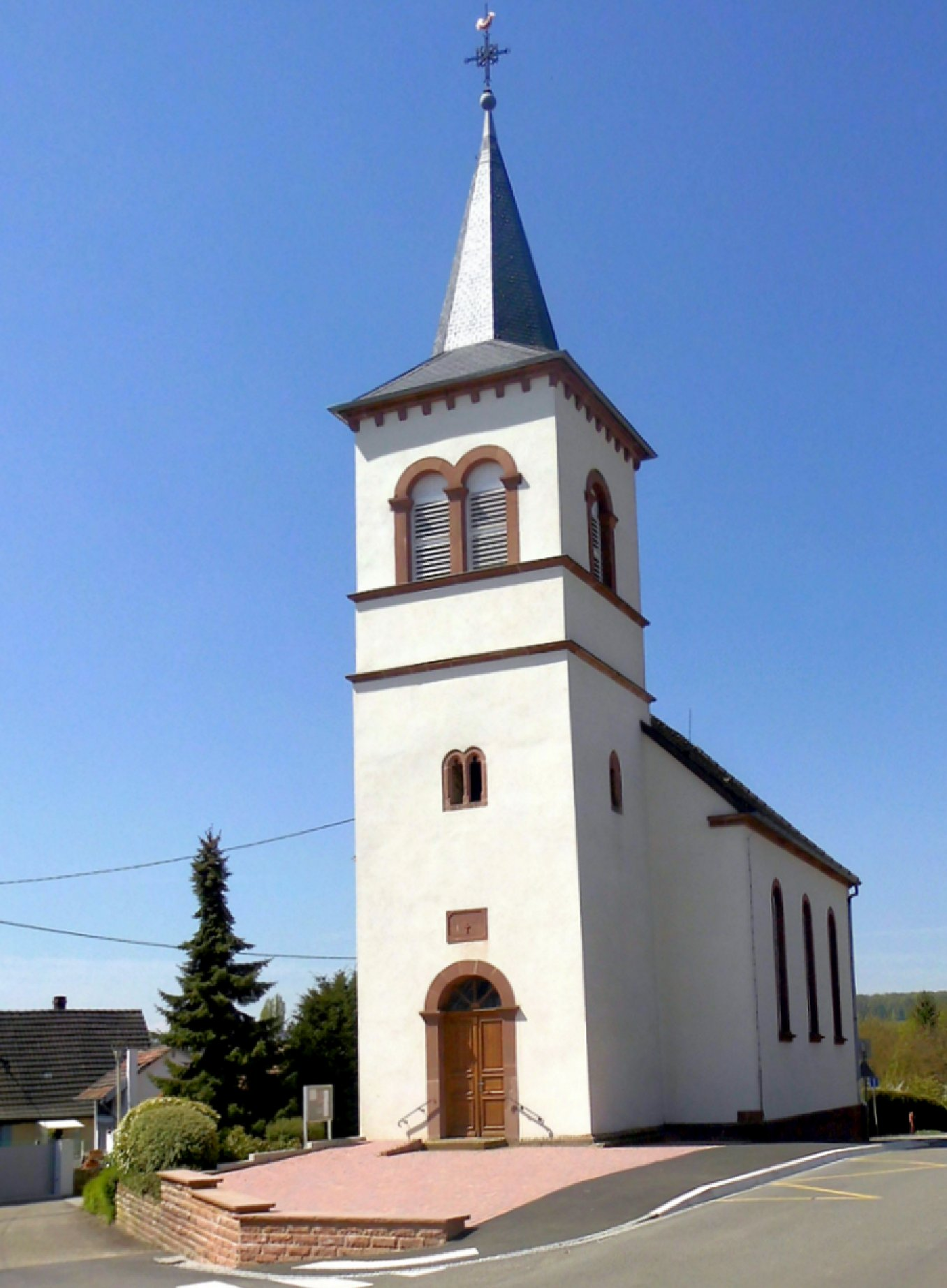
Протестантская церковь